# Hulluch
Hulluch település Franciaországban, Pas-de-Calais megyében. Lakosainak száma 3377 fő (2022. január 1.). Hulluch Douvrin, Bénifontaine, Haisnes, Loos-en-Gohelle és Wingles községekkel határos.

## Népesség
A település népességének változása:
| Lakosok száma | 3167 | 3424 | 3459 | 3448 | 3429 | 3405 | 3380 | 3367 | 3377 |
|               | 2013 | 2015 | 2016 | 2017 | 2018 | 2019 | 2020 | 2021 | 2022 |